# Alvito (Italia)
Alvito è un comune italiano di 2 443 abitanti della provincia di Frosinone nel Lazio al confine con l'Abruzzo.
Situato nella valle di Comino, fa parte del parco nazionale d'Abruzzo, Lazio e Molise e della comunità montana Valle di Comino. Ha il titolo di città, in virtù sia del regio dispaccio del 1739 di Carlo VI sia del regio diploma del 1744 del re di Napoli e di Sicilia (Utriusque Siciliae) Carlo di Borbone, come confermato con decreto del presidente della Repubblica Italiana del 4 giugno 1987.

## Geografia fisica

### Territorio
Il paese si sviluppa a mezza costa del versante meridionale del Monte Morrone (738 m), in posizione dominante sulla sottostante Valle di Comino. Il territorio comunale si presenta prevalentemente montuoso, con la valle che separa gli ultimi rilievi appennici dai rilievi collinari meridionali di Molito.
I rilievi più elevati presenti nel territorio comunale sono la Serra dei Re (1808 m) e il Monte Trani (1.752,7m), entrambi al confine con l'Abruzzo e all'interno del territorio del parco nazionale.

### Clima
Classificazione climatica: zona D, 1965 GG
| Alvito             | Mesi | Mesi | Mesi | Mesi | Mesi | Mesi | Mesi | Mesi | Mesi | Mesi | Mesi | Mesi | Stagioni | Stagioni | Stagioni | Stagioni | Anno |
| Alvito             | Gen  | Feb  | Mar  | Apr  | Mag  | Giu  | Lug  | Ago  | Set  | Ott  | Nov  | Dic  | Inv      | Pri      | Est      | Aut      | Anno |
| ------------------ | ---- | ---- | ---- | ---- | ---- | ---- | ---- | ---- | ---- | ---- | ---- | ---- | -------- | -------- | -------- | -------- | ---- |
| T. max. media (°C) | 8,7  | 10,3 | 12,7 | 16,0 | 20,7 | 24,8 | 28,2 | 28,4 | 24,6 | 19,2 | 13,9 | 9,9  | 9,6      | 16,5     | 27,1     | 19,2     | 18,1 |
| T. min. media (°C) | 0,8  | 1,7  | 3,7  | 6,3  | 10,0 | 13,5 | 15,7 | 15,8 | 13,3 | 9,3  | 5,8  | 2,4  | 1,6      | 6,7      | 15,0     | 9,5      | 8,2  |

Agosto è il mese più caldo dell'anno con una temperatura media di 22.1 °C. Il mese di gennaio presenta invece una temperatura media di 4.7 °C., che configura la temperatura media più bassa rispetto a tutto l'anno.

## Storia

### Età medievale
Le prime testimonianze della presenza di un paese (Civitas Sancti Urbani) risalgono al 967, mentre la fondazione del primo nucleo insediativo di "Alvito", il cui nome sembra derivare da mons Albetum (monte Albeto), posto alle sue basi, rimonta all'anno 1096.
Nei secoli successivi lo sviluppo demografico ed economico della zona superiore della città (l'attuale frazione Castello) portò alla nascita di altri centri delle vicinanze, tuttora esistenti. Nel corso del XIII secolo la signoria di Alvito passò sotto il dominio della potente famiglia dei conti d'Aquino, e dalla fine del Trecento venne posta sotto il governo della famiglia Cantelmo, trasformandosi all'inizio del XV secolo in Contea. A Restaino Cantelmo si deve, nel 1350 la ricostruzione del castello, distrutto nell'anno precedente dal terremoto dell'Appennino.

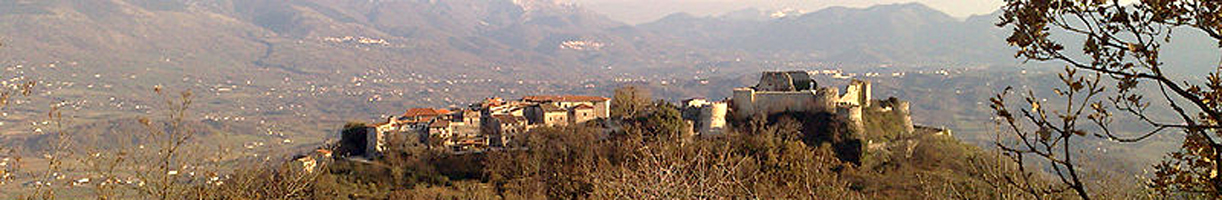
Panorama del borgo fortificato della frazione Castello e del maniero

### Età moderna

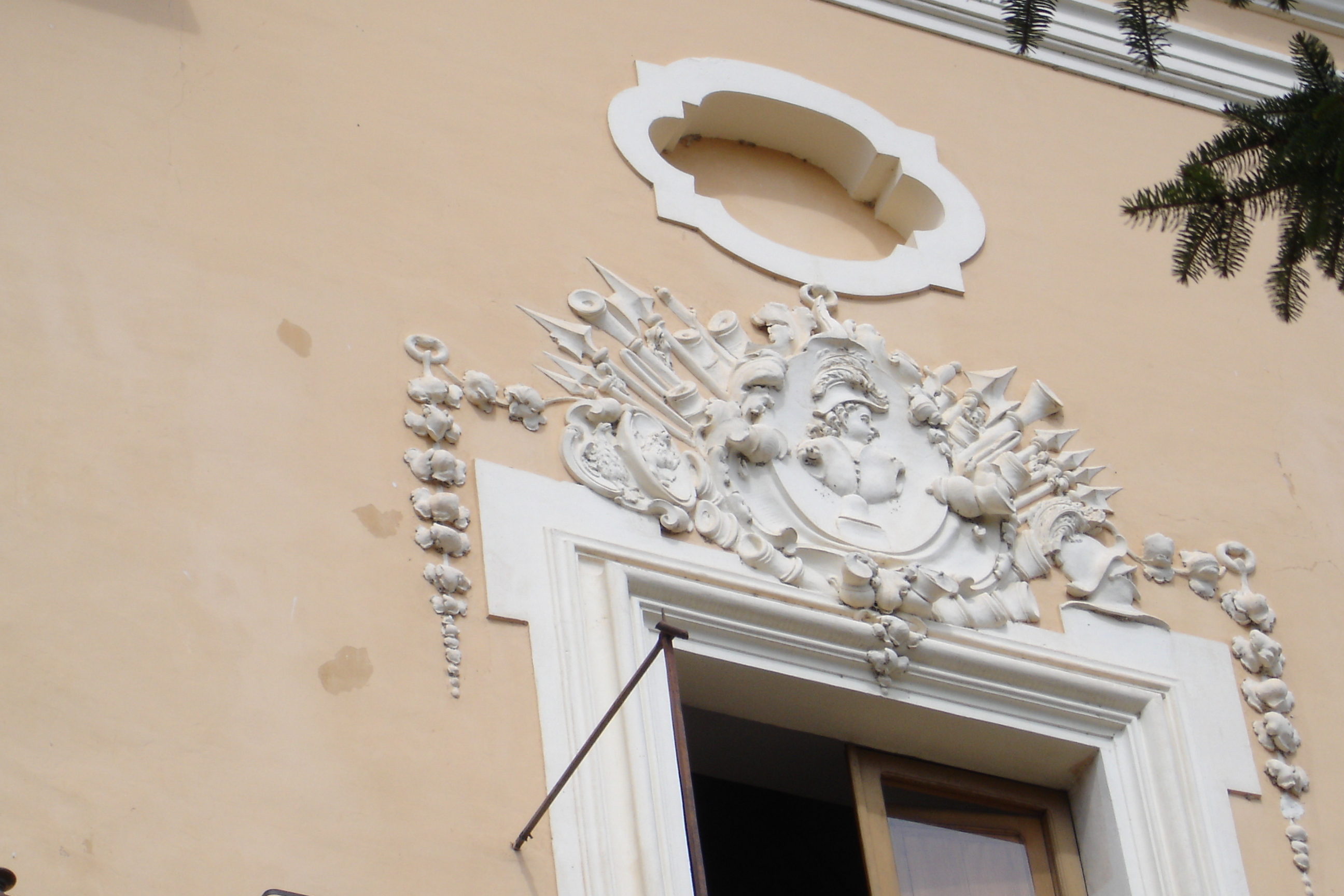
Palazzo ducale di Alvito, particolare

Nel corso del Cinquecento, dopo essere passata al condottiero Pietro Navarro, la Contea di Alvito entrò nel dominio della famiglia Folch de Cardona, in particolare di Raimondo, viceré di Napoli, e dei suoi figli Ferrante e Antonio. Con questi ultimi, tuttavia, attraversò un periodo di generale degrado. Dal 1595 Alvito e buona parte della Valle di Comino diventano feudo della famiglia Gallio, originaria di Cernobbio, che reggerà le sorti del ducato sino alla fine del XVIII secolo. I Gallio abbellisco il paese, ad esempio costruendo il palazzo ducale (Palazzo Gallio) e aprendo, nel 1666, Via Gallia (oggi Corso Gallio), la strada principale, e ne vivacizzano la vita culturale. L'epopea di questa dinastia e la storia del feudo fino ai primordi dell'età barocca si riflesse anche nella letteratura, con la pubblicazione della Descrittione del Ducato di Alvito, opera del 1633 attribuita allo scrittore immaginario Giovanni Paolo Mattia Castrucci, voluta dai Gallio e ristampata con lezioni diverse nel 1686 e nel 1863.

### Età contemporanea
Nel corso del XIX secolo, la cittadina registra, in linea con la storia europea, la crescita della borghesia e la modificazione del tessuto urbanistico. Da un lato vede la costruzione di edifici signorili sul corso principale (come ad esempio i palazzi Graziani e Sipari eretti, rispettivamente, nel 1841 e nel 1858), che decretano la spinta economico-sociale nella parte "bassa" del centro, dall'altro vi è l'acquisizione dei segni di una vita civile propri dello spirito borghese, con la costruzione di nuove arterie stradali (in particolare il collegamento Alvito-Castello, terminato nel 1914) e l'istituzione di servizi primari (Ospedale, Pretura, Liceo, Scuola d'agricoltura).
Nella seconda metà dell'Ottocento, si registra in Alvito e in tutta la Valle di Comino un'impennata dell'economia, fondata prevalentemente sull'agricoltura, ma anche, accanto allo stagionale migrazione di buona parte della popolazione bracciantile nella campagna romana, i primi fenomeni di emigrazione. In particolare, i flussi migratori sono registrati, alla fine del XIX secolo, sia verso l'Europa balcanica, in particolare Turchia e Bulgaria, sia verso le Americhe, con destinazioni principali Brasile e Stati Uniti. Nello stesso periodo, si verificano anche episodi di tratte minorali verso l'Europa continentale, e in particolare in Francia, dove molti bambini alvitani vengono portati a lavorare nelle vetrerie. Dall'inizio del Novecento i flussi interessano, prevalentemente, gli Stati Uniti d'America.
Nel 1919, su iniziativa di Vincenzo Mazzenga, vi fu istituita la prima colonia agricola di Terra di Lavoro, per gli orfani dei contadini periti nella prima guerra mondiale, che rimase attiva sino alla metà degli anni trenta. Durante la seconda guerra mondiale, nonostante la vicinanza con il fronte di Cassino e la presenza di un comando tedesco, Alvito fu risparmiata dagli attacchi aerei. Tuttavia, presso la località Fontanelle fu giustiziato l'11 maggio 1944 il partigiano abruzzese Giuseppe Testa, decorato della medaglia d'oro al valor militare alla memoria.
Nel corso del Novecento, il centro cominese è stato più volte colpito da eventi sismici, i principali dei quali registratisi nel 1901, nel 1915 e nel 1984, che comunque non ne hanno intaccato il patrimonio storico-artistico. A causa della mai cessata emigrazione, indotta prevalentemente dall'assenza di lavoro, così come avviene in altre piccole realtà meridionali, e nonostante il territorio ricada nel parco nazionale d'Abruzzo, Lazio e Molise, Alvito subisce da tempo un costante spopolamento.

### Simboli
Lo stemma e il gonfalone del comune sono stati concessi con il decreto del presidente della Repubblica del 4 giugno 1987.
Lo stemma ha la seguente blasonatura:
(Statuto del Comune di Alvito, art. 6)
Il gonfalone è un:
(Statuto del Comune di Alvito, art. 6)

## Monumenti e luoghi d'interesse

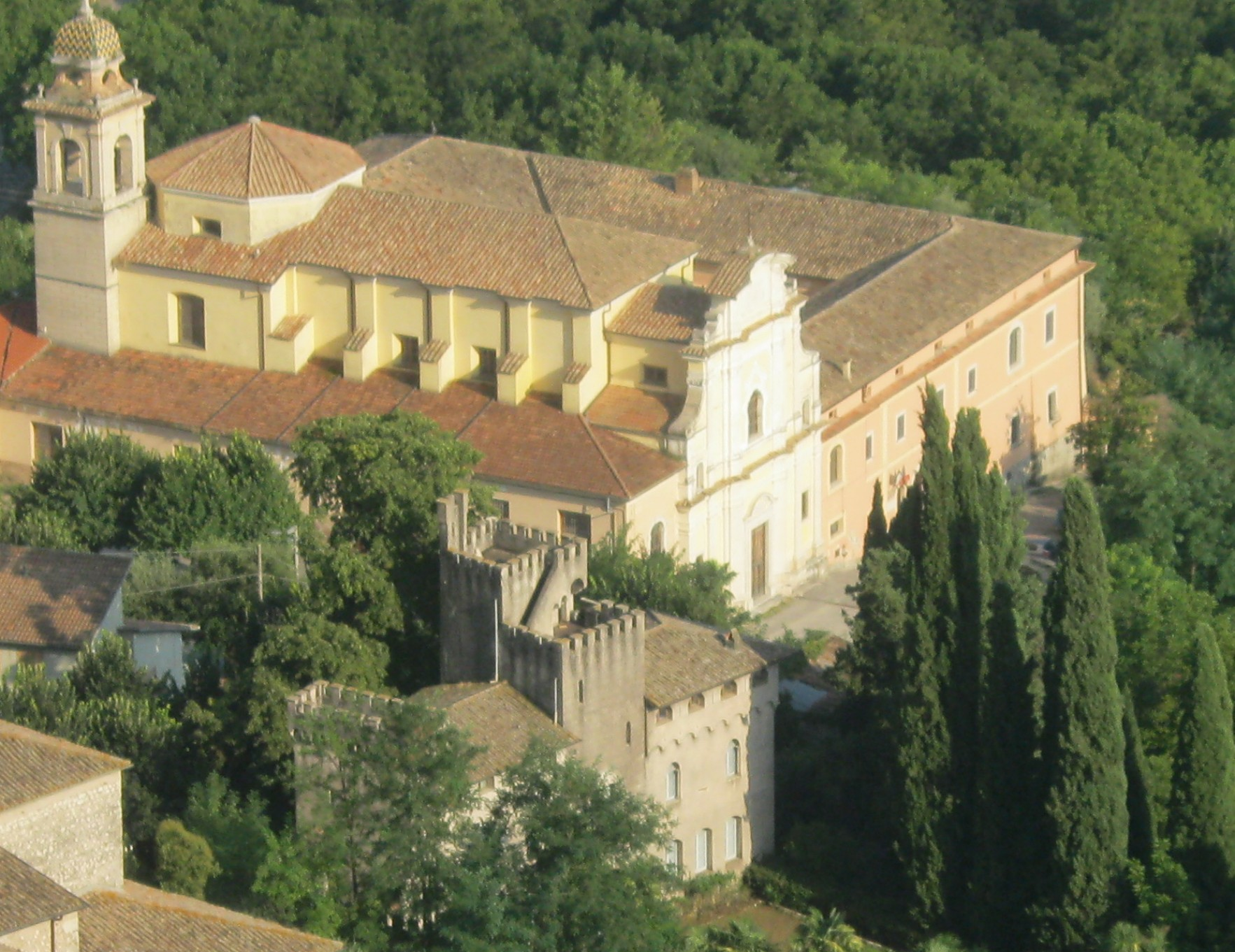
Complesso di San Nicola

### Architetture religiose
- Insigne Collegiata di San Simeone Profeta: l'attuale chiesa è il frutto della ricostruzione dentro le mura alla metà del Cinquecento, ad opera da uno dei tanti architetti lombardi o ticinesi attivi nella Diocesi di Sora, di una precedente ed originaria cappella del XII sec. che si trovava presso l’omonimo ospizio posto al di fuori del borgo. Alla metà del XVI sec., con il vescovo Tommaso Gigli, fu ricostruita intra moenia forse. L'interno conserva al proprio interno un notevole soffitto ligneo intagliato e dorato del 1721, una pala all'altare maggiore attribuita ad Andrea Solario (sec. XV-XVI),[20] ed una Croce dipinta del primo terzo del XIII secolo, restaurata nel tra 2017 e 2018. La Croce, facente parte del gruppo di croci presenti tra Subiaco ed Anagni, nonostante l'assoluta frontalità, mostra una certa tendenza al naturalismo, ma anche una gamma cromatica non molto preziosa e vivace.[21]
- Convento di San Nicola (XVI sec.)
- Chiesa di San Giovanni Evangelista
- Chiesa di Santa Teresa
- Chiesa di Santa Maria Assunta (con le spoglie di Santa Mesia Elia martire, patrono del Castello)
- Chiesa di Santa Maria del Campo
- Chiesa di San Rocco
- Chiesa della Santissima Trinità (Peschio)

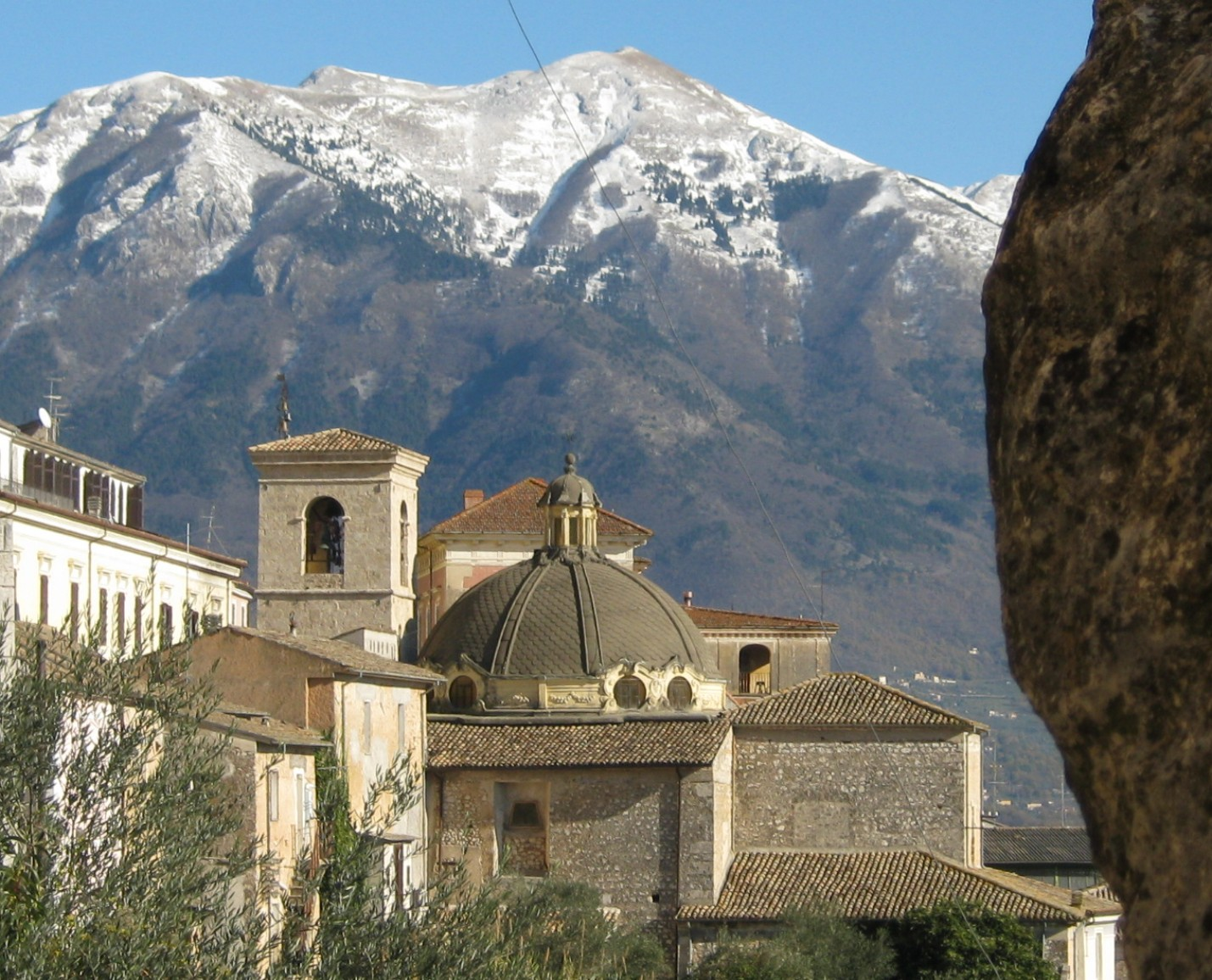
Cupola della Chiesa di San Simeone Profeta

- Convento dei Cappuccini

### Architetture civili

#### La Valle

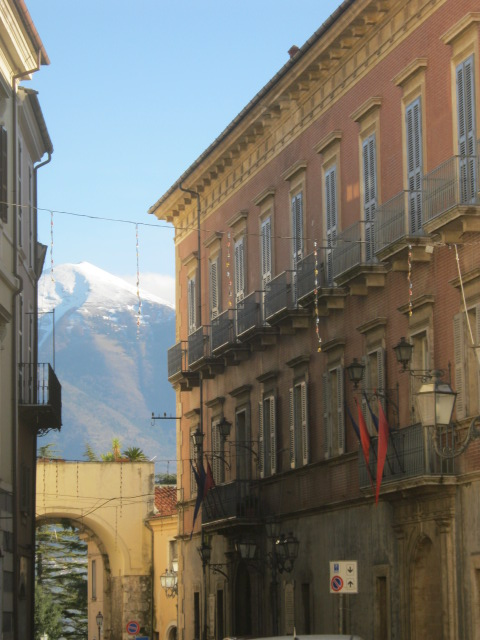
La parte conclusiva di corso Gallio, con Palazzo Sipari e Porta Jacobelli

Dal basso verso l'alto (dalla Valle al Castello), si hanno numerosi esempi di architetture civili, che risalgono al periodo dal Seicento all'Ottocento. Tranne il caso di Palazzo Elvino (XVI sec.), la più antica fra le dimore private, che si trova nel rione detto "Ospedale", gli altri palazzi d'interesse storico-artistico si trovano concentrati nelle due arterie stradali principali del paese, Corso Gallio e Corso Silvio Castrucci. In particolare, lungo il primo corso, si susseguono i seguenti palazzi:
- Palazzo Ducale (fine XVI-inizio XVII sec.). Eretto dalla famiglia Gallio, duchi di Alvito dall'inizio del Seicento alla fine del Settecento, i lavori di costruzione iniziarono nel 1596, sotto il cardinale Tolomeo Gallio, e terminarono intorno al 1633, con Francesco I Gallio. Acquistato all'asta nel 1839 da un gruppo di alvitani, fu donato alla cittadinanza. Da allora è, infatti, la sede del Municipio.
- Palazzo Graziani (XIX sec.). Eretto dalla famiglia Graziani, originaria di Villetta Barrea, fu costruito nel 1841, da Marco Graziani. Il figlio, Achille, lo arricchì di importanti collezioni archeologiche, tanto che nella prima metà del XX secolo vi fu aperto un museo. È di proprietà privata.

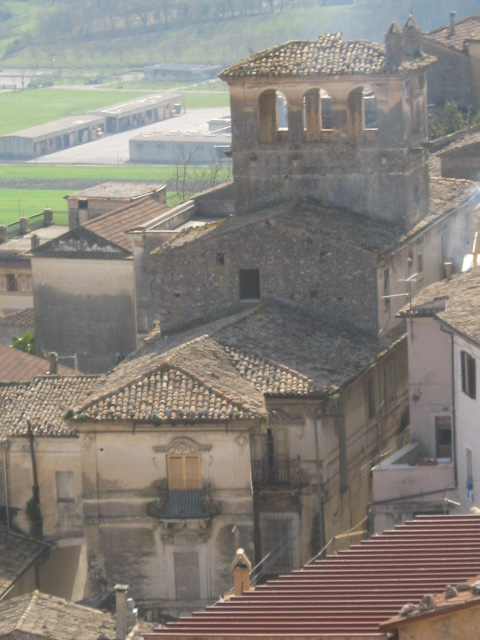
Altana di Palazzo Rosati, particolare

- Palazzo Sipari (XIX sec.). Eretto dalla famiglia Sipari, originaria di Pescasseroli, fu costruito nel 1858, in occasione del matrimonio tra Carmelo Sipari e Cristina Cappelli. Vi è nato Erminio Sipari e vi è stato ospitato, tra gli altri, Benedetto Croce, figlio di Luisa Sipari, a sua volta sorella del proprietario Carmelo. È di proprietà privata.
- Villa Mazzenga (XIX sec.). Eretta dalla famiglia Mazzenga alla fine dell'Ottocento, inglobando parte della settecentesca dimora Simeoni, la villa è appartenuta a Vincenzo Mazzenga. Circondata da un ampio giardino, che si sviluppa fuori Porta Jacobelli, è di proprietà comunale.

Lungo il secondo corso, che rappresenta anche la strada che dal centro porta al Castello, o prospiciente ad essa, si trovano nell'ordine:
- Palazzo Castrucci (XIX sec.);
- Palazzo Rosati (XVII sec.), con accesso da "Strada Maggiore";
- Palazzo Santoro (XIX sec.);
- Palazzo Ferrante (XVIII sec.).

#### Il Peschio
- Palazzo Panicali (XVII sec.)

#### Piana
- Villa di Collebuono (XVII sec.), località Collebiono

### Architetture militari
- Castello Cantelmo

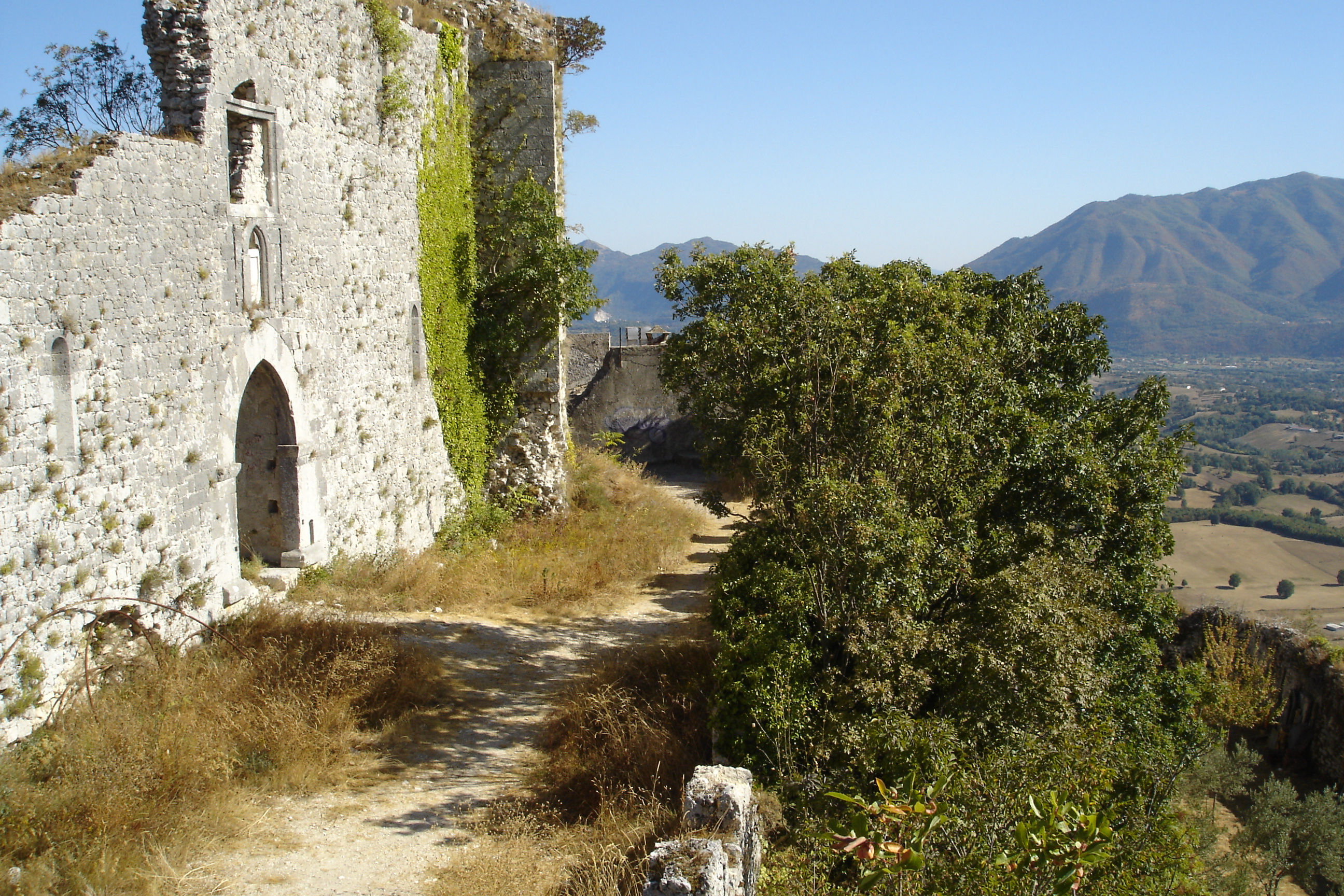
Ruderi del castello

- Ruderi della Torre Palombara (appartenuta a Mario Equicola)

### Aree naturali
- Parco nazionale d'Abruzzo, Lazio e Molise
- Fossa Majura, una dolina carsica, profonda 100 metri, dal diametro di 1 chilometro nella sua sommità.[22]

## Società

### Evoluzione demografica
Abitanti censiti

### Religione
La popolazione professa per la maggior parte la religione cattolica nell'ambito della diocesi di Sora-Cassino-Aquino-Pontecorvo.

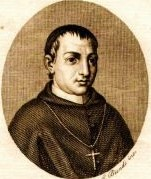
Giulio Calvi

## Cultura

### Arte

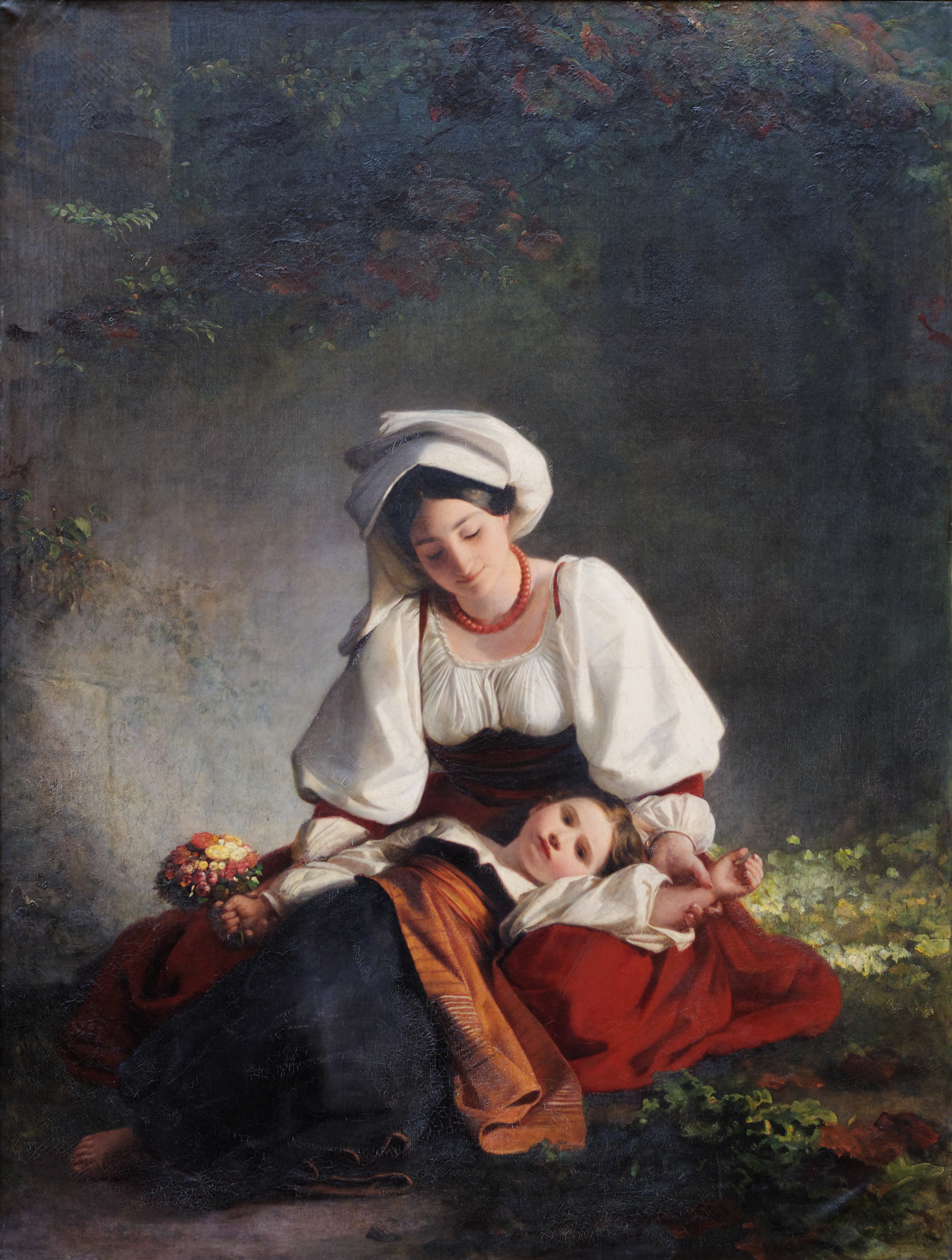
La madre di Alvito, opera di August Riedel (1848)

Alvito ha avuto notorietà internazionale nel XIX secolo per il costume tradizionale, considerato a livello iconografico uno dei principali testimoni dell'abito femminile campano. Le relative rappresentazioni hanno conosciuto una crescente attenzione artistica a partire dal Salon di Parigi del 1847, dove figuravano simultaneamente quattro opere dedicate al suo costume . Non a caso, nel corso dello stesso secolo l'abito alvitano è stato rappresentato da artisti e pittori di tutto il mondo. Fra questi vanno ricordati i tedeschi August Riedel e August von Heckel, i francesi Félix-Joseph Barrias, William-Adolphe Bouguereau, Jean-Baptiste Camille Corot, Charles Landelle ed Ernest Hébert, lo svizzero Jacques Alfred van Muyden, lo statunitense Sanford Robinson Gifford e gli inglesi William Waterhouse e John Hadwen Wheelwright.

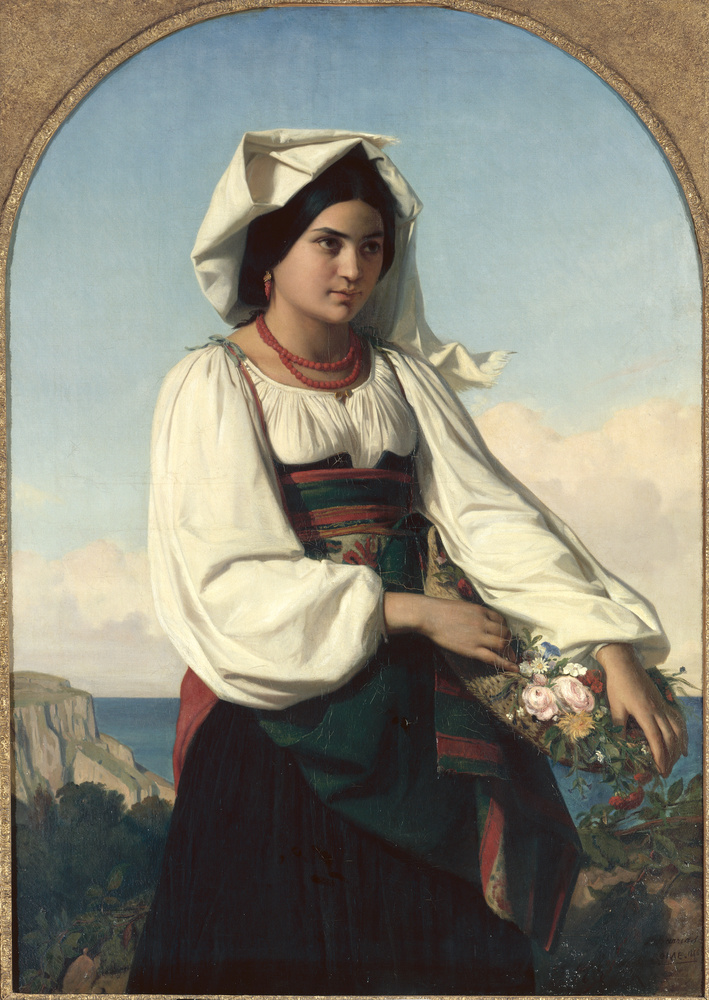
La fioraia in costume d'Alvito, opera di Félix-Joseph Barrias (1846)

La donna di Alvito, secondo la descrizione che ne fece nel 1876, in alcune pubblicazioni a carattere etnografico specifiche sul costume, l'illustratore tedesco Carl Emil Doepler, era contrassegnata dal sorriso solare delle donne dell'Italia meridionale e indossava, tra gli altri indumenti, una gonna, di colore prevalemente  rosso mattone, con passamaneria blu o verde, che arrivava fin quasi alle caviglie, lasciando intravedere i sandali; la gonna era coperta da un grembiule, in genere di colore blu, con due inserti riccamente decorati . Tuttavia, com'è stato segnalato, è possibile notare una sensibile differenza iconologica e iconografica tra le donne rappresentate in veste materna, ad esempio da Riedel, van Muyden e  Bouguereau, in cui i vestiti seguono i "canoni" tradizionali locali, il contesto ambientale offre una ricca vegetazione e dai volti traspaiono gioia materna e solarità meridionale, e quelle disegnate da Hébert, che inserisce le figure in contesti più rocciosi e aspri, sono caratterizzate da costumi poveri e da volti cupi e sofferenti.

### Cucina
- Pan'a moll' , zuppa di legumi, verdure e cotiche di maiale, servita con pane raffermo.[29]

### Eventi
- Festa di San Valerio Martire, patrono cittadino, festeggiato il sabato dopo la Pentecoste.[30]

## Economia
Le principali attività economiche sono legate all'agricoltura, ormai in declino, se si esclude un rinnovato interesse legato alla viticoltura, con la produzione di alcuni vini regolamentati dal disciplinare Atina DOC, e all'artigianato locale. Alvito è anche nota per la produzione di speciali torroni di pasta di mandorle ricoperti di cioccolato fondente. È una tradizione che risale alla fine del XVIII secolo e che ne ha permesso il riconoscimento, da parte del Ministero delle politiche agricole alimentari e forestali, tra i prodotti agroalimentari tradizionali laziali.
Di seguito la tabella storica elaborata dall'Istat a tema Unità locali, intesa come numero di imprese attive, ed addetti, intesi come numero addetti delle unità locali delle imprese attive (valori medi annui).
|           | 2015                  |                              |                            |                |                       |                     | 2014                  |                | 2013                  |                |
| --------- | --------------------- | ---------------------------- | -------------------------- | -------------- | --------------------- | ------------------- | --------------------- | -------------- | --------------------- | -------------- |
|           | Numero imprese attive | % Provinciale Imprese attive | % Regionale Imprese attive | Numero addetti | % Provinciale Addetti | % Regionale Addetti | Numero imprese attive | Numero addetti | Numero imprese attive | Numero addetti |
| Alvito    | 146                   | 0,43%                        | 0,03%                      | 286            | 0,27%                 | 0,02%               | 144                   | 290            | 153                   | 304            |
| Frosinone | 33.605                |                              | 7,38%                      | 106.578        |                       | 6,92%               | 34.015                | 107.546        | 35.081                | 111.529        |
| Lazio     | 455.591               |                              |                            | 1.539.359      |                       |                     | 457.686               | 1.510.459      | 464.094               | 1.525.471      |

Nel 2015 le 146 imprese operanti nel territorio comunale, che rappresentavano lo 0,43% del totale provinciale (33.605 imprese attive), hanno occupato 286 addetti, lo 0,27% del dato provinciale; in media, ogni impresa nel 2015 ha occupato poco meno di due persone.

## Infrastrutture e trasporti

### Strade
Alvito è collegato alla Strada statale 749 Sora-Cassino tramite la strada provinciale 106 e la via Stradone.
Importanti anche la strada provinciale SP226, che raggiunge le frazioni di Sant'Onofrio e Val di Rio, fino alla confluenza con la SS666, che collega Sora a Pescasseroli, portando nel cuore del parco nazionale d'Abruzzo, Lazio e Molise, nonché la SP237.

### Aeroporti
Nella piana di Alvito è presente l'aviosuperifice denominata Amici del Volo.

## Amministrazione
Nel 1927 passa dalla provincia di Caserta a quella di Frosinone.

### Amministrazioni comunali
| Periodo        | Periodo        | Primo cittadino         | Partito                             | Carica  | Note   |
| -------------- | -------------- | ----------------------- | ----------------------------------- | ------- | ------ |
| 6 giugno 1993  | 27 aprile 1997 | Loreto Capoccia         | Eterogeneo                          | Sindaco | [ 34 ] |
| 27 aprile 1997 | 13 maggio 2001 | Giovanni Diego Ferrante | Centro                              | Sindaco | [ 35 ] |
| 13 maggio 2001 | 28 maggio 2006 | Giovanni Diego Ferrante | Lista civica                        | Sindaco | [ 36 ] |
| 28 maggio 2006 | 15 maggio 2011 | Duilio Martini          | Lista civica                        | Sindaco | [ 37 ] |
| 15 maggio 2011 | 5 giugno 2016  | Duilio Martini          | Lista civica "Buongoverno alvitano" | Sindaco | [ 38 ] |
| 5 giugno 2016  | 4 ottobre 2021 | Duilio Martini          | Lista civica "Buongoverno alvitano" | Sindaco | [ 39 ] |
| 4 ottobre 2021 | in carica      | Luciana Martini         | Lista civica "Albetum"              | Sindaco | [ 40 ] |

### Gemellaggi
- Alvito, dal 2001

### Altre informazioni amministrative
- Fa parte del Parco nazionale d'Abruzzo, Lazio e Molise
- Fa parte del Gal "Versante laziale del Parco nazionale d'Abruzzo".
- Fa parte della Comunità montana Valle di Comino
- Fa parte dell'Unione dei Comuni "Valle di Comino"